# Jules Pirot
Pour les articles homonymes, voir Pirot (homonymie).
Jules Pirot né en 1877 à Gesves (province de Namur) et mort le 19 septembre 1955 à Esterhazy (Canada), est un écrivain et missionnaire chrétien belge de langue wallonne.

## Biographie
Jules-Joseph Pirot naît en 1877 à Gesves.
Jules Pirot écrivit déjà, lorsqu'il était au petit séminaire de Floreffe, un roman N'avoz nén veyou nos pourceas ? [« N'avez-vous pas vu mes cochons ? »]. 
Devenu missionnaire au Canada, il y décrit le pays dans sa langue wallonne, l'un des rares écrivains wallophones à avoir pris ce pays pour thème : Contes d'å lon et did près [« Contes d'ici et d'ailleurs »], 1950.
En 1937, il est reçu membre du cercle littéraire dialectal Lès Rèlîs Namurwès.

## En bande dessinée
Jijé réalise l'adaptation en bande dessinée d'un de ses romans pour sortir Blanc Casque dans l'hebdomadaire Le Moustique en 1954. Il est publié en album aux éditions Dupuis en 1956. C'est un western psychologique à forte valeur morale (danger de l’alcoolisme, violences conjugales) prônant la communion entre l’homme et la nature.
Il meurt le 19 septembre 1955 à Esterhazy.

## Postérité
Lucien Léonard a publié sur lui Un littérateur wallon du Canada, l'abbé J.-J. Pirot (1967) où le prêtre estime que « Nous devons faire de la Wallonie la cause des hommes et la cause de Dieu. »
Maurice Piron le fait figurer dans son Anthologie de la littérature wallonne.
Jules Pirot est également connu pour avoir contribué, via son livre Lès fauves da nosse vîye mére, à la vocation littéraire d'Émile Gilliard, un auteur majeur du XXe siècle.